# Hosszú Erika
Hosszú Erika (1964. augusztus 4. –) válogatott magyar labdarúgó, kapus.

## Pályafutása

### A válogatottban
1988 és 1997 között két alkalommal szerepelt a válogatottban.

## Sikerei, díjai
- Magyar bajnokság
  - bajnok: 1987–88, 1990–91, 1995–96, 1997–98
  - 2.: 1988–89, 1989–90
- NB II
  - bajnok: 1999–00

## Statisztika

### Mérkőzései a válogatottban
| Magyarország | Magyarország        | Magyarország | Magyarország | Magyarország | Magyarország | Magyarország | Magyarország | Magyarország |
| #            | Dátum               | Helyszín     | Hazai        | Eredmény     | Vendég       | Kiírás       | Gólok        | Esemény      |
| ------------ | ------------------- | ------------ | ------------ | ------------ | ------------ | ------------ | ------------ | ------------ |
| 1.           | 1988. október 30.   | Passau       | NSZK         | 4 – 0        | Magyarország | Eb-selejtező | -            | becserélve   |
| 2.           | 1997. augusztus 10. | Csákvár      | Magyarország | 0 – 4        | Ausztrália   | barátságos   | -            | lecserélve   |
|              | Összesen            |              |              | 2            | mérkőzés     |              | 0            | gól          |